# Dvinosaurus
Dvinosaurus là một chi động vật lưỡng cư Temnospondyli tuyệt chủng từ cuối kỷ Permi ở Nga. Ba loài đầu tiên, D. primus (loài điển hình), D. secundus, và D. tertius, được mô tả bởi nhà cổ sinh vật Nga Vladimir Prokhorovich Amalitskii năm 1921. Dvinosaurus lần đầu tiên được tìm thấy gần làng Sokolki tại Arkhangelsk và được đặt tên theo sông Bắc Dvina, gần với địa điểm nơi nó được phát hiện. Mẫu chuẩn đầu tiên được xếp vào mục lục như PIN2005/35, và chỉ bao gồm một hộp sọ. D. tertius của Amalitskii hiện được coi là đồng nghĩa với D. secundus. Hai loài bổ sung, D. egregius, và D. purlensis, được đặt tên bởi Mikhail Shishkin vào năm 1968. Chúng được đặt tên từ một hộp sọ hóa thạch và một phần hàm dưới.

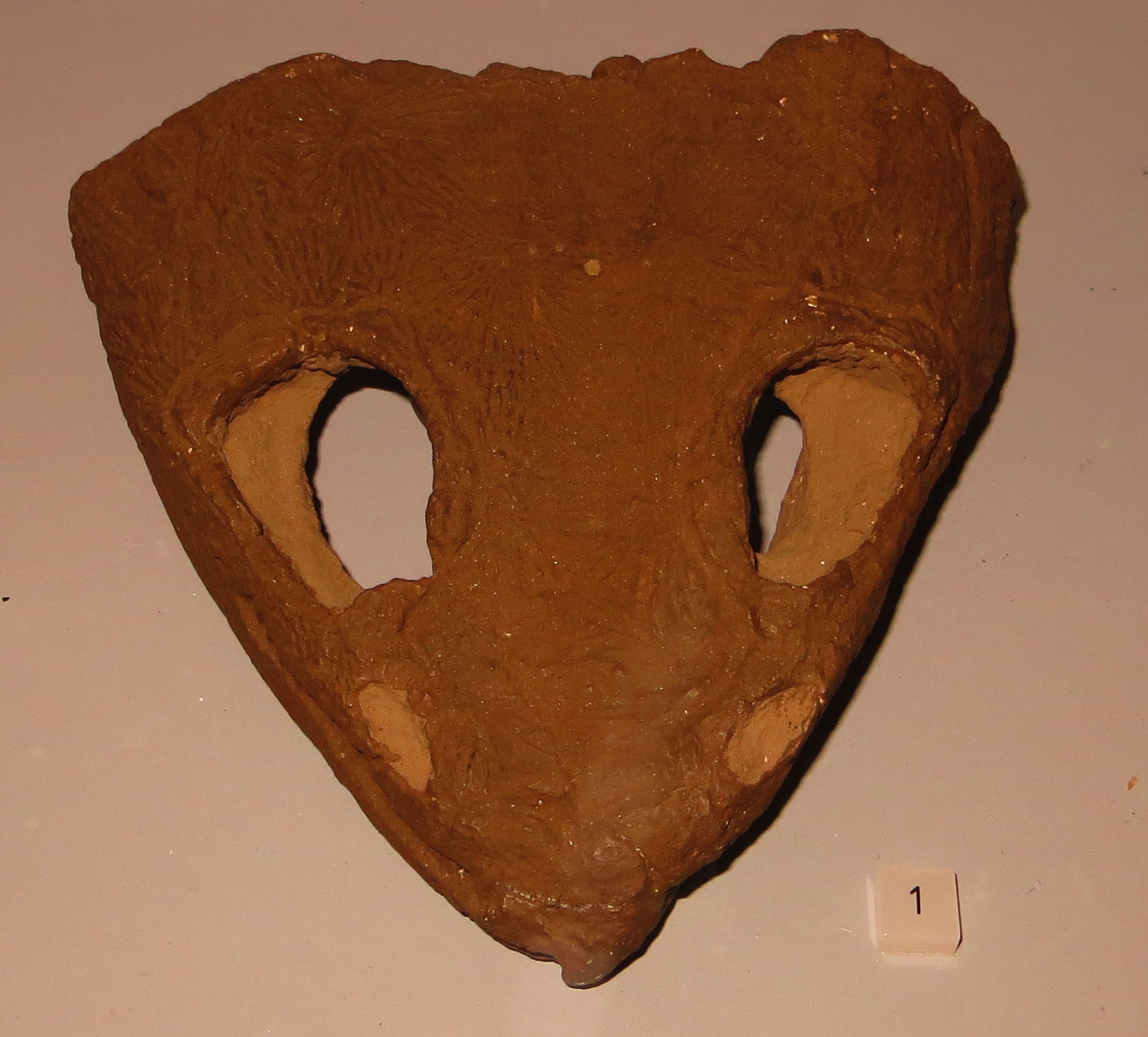
Hộp sọ D. primus

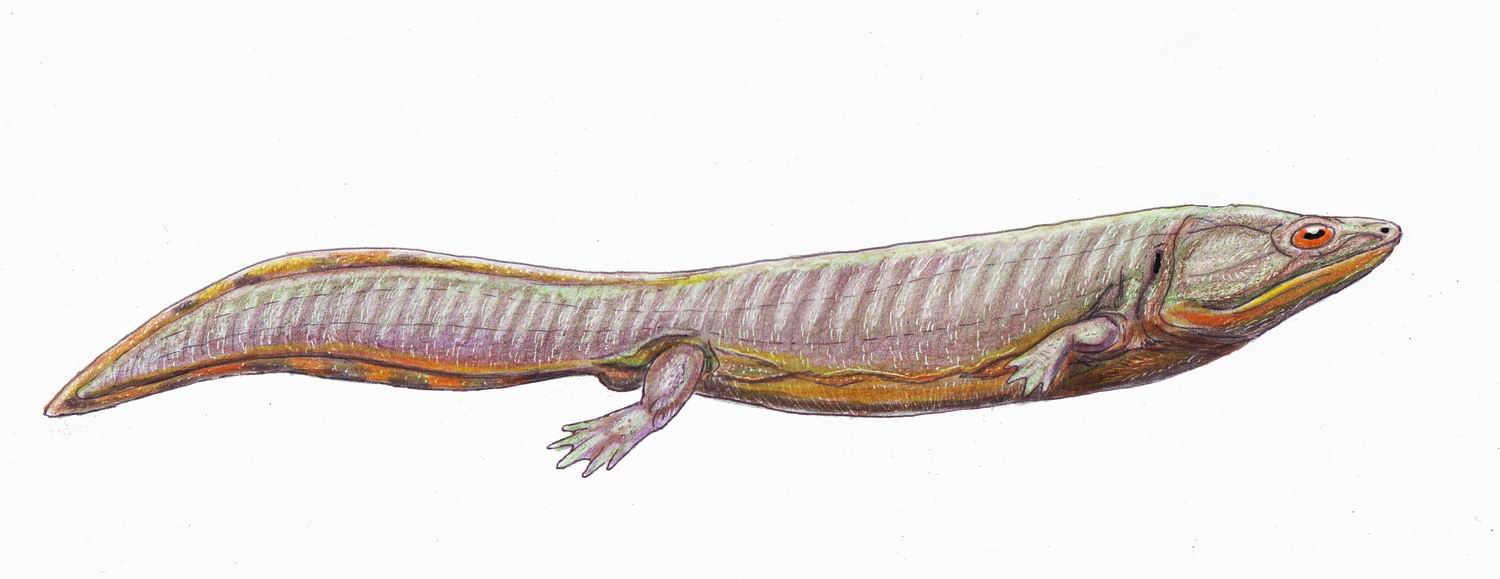
Dvinosaurus egregius